# علاوة (اسم)
أصل اسم علاوة  عربي، اسم علم مذكر عربي، ومعناه: العلو، الأعلى، العالي ، العلو الكبير . يكثر هذا الاسم بالمغرب العربي وفي الجزائر خصوصًا.

## الشخصيات
- علاوة زرماني ممثل كوميدي مسرحي
- علاوة بوشلاغم مذيع ورئيس القسم العربي بإذاعة الجزائر.
- علاوة بن بعطوش شهيد الثورة الجزائرية